# Taraxacum japonicum
Espèce
Taraxacum japonicum est une espèce de plantes herbacées de la famille des Asteraceae originaire d'Eurasie.